# Deutsche Adria-Zeitung
La Deutsche Adria-Zeitung fu un quotidiano in lingua tedesca pubblicato a Trieste dal 14 gennaio 1944 al 28 aprile 1945, durante l'occupazione tedesca della città, rivolto al territorio della Zona d'operazioni del Litorale adriatico (OZAK - Operationszone Adriatisches Küstenland), ossia al personale civile e militare tedesco presente nella regione.
Rappresentava gli interessi politici, militari ed economici della Germania nazista, giustificando l'occupazione della regione con motivazioni storiche e facendo leva sul tema della restaurazione del "cosmopolitismo austro-ungarico".